# Dyschirus unipunctatus
Dyschirus unipunctatus är en skalbaggsart som beskrevs av Henry Clinton Fall. Dyschirus unipunctatus ingår i släktet Dyschirus och familjen jordlöpare. Inga underarter finns listade i Catalogue of Life.